# Кабардинский сельский округ (Геленджик)
Кабарди́нский се́льский о́круг — административно-территориальная единица города-курорта Геленджика, как объекта административно-территориального устройства Краснодарского края. 
В рамках структуры администрации муниципального образования города-курорта Геленджика именуется как Кабарди́нский внутриго́родской о́круг. 
В рамках советской системы административно-территориального деления составлял Кабардинский поссовет, подчинённый Геленджикскому горсовету. 
Административный центр — село Кабардинка.

## География
Кабардинский сельский округ расположен в западной части муниципального образования город-курорт Геленджик. В состав территориального образования входит 4 населённых пунктов.
Сельский округ расположен в предгорной зоне. Рельеф местности представляет собой в основном сильно расчленённую горно-холмистую местность с густым лесным покровом. Средние высоты составляют около 200 метров над уровнем моря. Наивысшей точкой на территории сельского округа является гора Плоская (762 м).

## Население
| 2010 |
| ---- |
| 9645 |

## Состав округа
| № | Населённый пункт | Тип населённого пункта       | Население | Доля от населения (%) |
| - | ---------------- | ---------------------------- | --------- | --------------------- |
| 1 | Афонка           | хутор                        | ↗75       | 0,8 %                 |
| 2 | Виноградное      | село                         | ↗283      | 2,9 %                 |
| 3 | Кабардинка       | село, административный центр | ↗8690     | 78,3 %                |
| 4 | Марьина Роща     | село                         | ↗1737     | 18,0 %                |

## Администрация округа
На территории сельского округа свою деятельность как территориальный орган администрации муниципального образования город-курорт Геленджик ведёт администрация Кабардинского внутригородского округа.
Глава администрации внутригородского округа — Кялов Григорий Евстафьевич.
Адрес — село Кабардинка, ул. Революционная, д. 90.

## История
1 февраля 1963 года в Краснодарском крае был упразднён Геленджикский район, территория которого была разделена между Туапсинским районом и выделенным в город краевого подчинения Геленджиком. 
30 декабря 1964 года в подчинение Геленджикскому горсовету был передан ряд сельсоветов Туапсинского сельского района, в том числе Кабардинский поссовет.
В 1993 году сельсоветы Краснодарского края прекратили свою деятельность в пользу сельских администраций и заменены на сельские округа. В рамках реформы местного самоуправления территория, подчинённая городской администрации Геленджика, к 2005 году преобразована в муниципальное образование город-курорт Геленджик со статусом городского округа. Город-курорт Геленджик как объект административно-территориального устройства Краснодарского края включил помимо самого города также 4 сельских округа, в том числе Кабардинский.